# Georg Heinrich Feyerabend
Georg Heinrich Feyerabend  (* 22. April 1640 in Heilbronn; † 14. März 1685 ebenda) war von 1680 bis 1685 Bürgermeister in der Reichsstadt Heilbronn.

## Leben
Er immatrikulierte sich für das Fach Philosophie an der Universität Tübingen und an der Universität Straßburg für Jura.
Dort machte er auch seinen Doktor in Jura.
Er war an Stelle seines Vaters 1666 Mitglied des inneren, kleinen Rats („von den burgern“) und später 1673 Steuerherr. Er wurde 1680 einer der damals drei Bürgermeister von Heilbronn, ebenso 1683 sein Bruder Johann David Feyerabend.
Er war mit Maria Magdalena Öhm verheiratet. Die Ehe blieb kinderlos.